# Бужилова, Александра Петровна
Алекса́ндра Петро́вна Бужи́лова (род. 8 октября 1960 года, Кишинёв, Молдавская ССР) — российский археолог и антрополог, директор НИИ и музея антропологии МГУ им. М. В. Ломоносова, доктор исторических наук, академик РАН (2016).

## Биография
Окончила биологический факультет МГУ имени М. В. Ломоносова в 1987 году по кафедре антропологии. Тема дипломной работы: «Материалы к ономастике русского народа» (науч. рук. — профессор Ю. Г. Рычков). В 1987—1989 годах — сотрудник кафедры антропологии МГУ. В 1992 году окончила аспирантуру Института археологии (ИА) РАН, с 1993 года работает в ИА РАН (мнс, нс, снс, внс, с 2008 года — по совместительству, ведущий научный сотрудник отдела теории и методики, группа физической антропологии). В 1994 году стажировалась в Брэдфордском университете (Великобритания) у профессоров Д. Ортнера и К. Манчестера.
Кандидат исторических наук (1993), тема диссертации: «Возможности историко-экологических реконструкций по данным палеопатологии» (археология), научный руководитель — академик Т. И. Алексеева.
Доктор исторических наук (2001), тема диссертации: «Адаптивные процессы у древнего населения Восточной Европы (по данным палеопатологии)» (археология).
С 2008 года — директор НИИ и Музея антропологии МГУ, с 2012 года — заведующий кафедрой антропологии биологического факультета МГУ. Член учёного совета МГУ.
Член-корреспондент РАН с 29 мая 2008 года по Отделению историко-филологических наук (этнология и антропология), академик РАН с 28 октября 2016 по тому же Отделению. Заместитель председателя Научного совета РАН «История мировой культуры» (с 2021).

## Научные интересы
Палеоантропология, палеодемография, палеоэкология и адаптация, болезни древних людей, биоархеологическая реконструкция, палеогенетика.
Автор и соавтор более 200 научных работ, в том числе 21 монографий (19 из них с соавторами).

## Основные работы
- Изучение физиологического стресса у древнего населения по данным палеопатологии // Экологические аспекты антропологических и археологических реконструкций / под ред. В. П. Алексеева, В. Н. Федосовой. М.: ИА РАН, 1992. С. 78-104.
- Древнее население. Палеопатологические аспекты исследования. М.: ИА РАН, 1995. 167 с.
- Историческая экология человека. Методика биологических исследований. М.: Старый Сад. 1998. 260 с. (в соавт. с Козловской М. В., Лебединской Г. В., Медниковой М. Б.)
- Восточные славяне. Антропологическая и этническая история. Ред. Т. И. Алексеева, М.: Научный Мир, 1999. 335 с. (Автор 2 разделов коллективной монографии)
- Военные травмы античного времени. О двух примечательных антропологических находках из Крымского Приазовья // Проблемы истории, филологии, культуры, вып. VII, 1999. С. 212—216. (В соавт. с Масленниковым А. А.)
- A medieval case of possible sacroiliac joint Tuberculosis and its archaeological context // Tuberculosis: Past and Present. Marseille, Budapest. 1999. р. 325—332. (В соавт. с Palfi Gy., Dutour O.)
- Homo sungirensis. Эволюционные и экологические аспекты исследования человека верхнего палеолита. М: Научный мир. 2000. 468 с. Ред. Т. И. Алексеевой и Н. О. Бадера. (Автор 8 разделов коллективной монографии)
- Средневековое расселение на Белом озере. М.: Языки русской культуры, 2001. 495 с. (В соавт. с Макаровым Н. А., Захаровым С. Д.)
- Новохарьковский могильник эпохи Золотой Орды. Ред. А. Д. Пряхин. Воронеж: Изд-во Воронежского государственного университета, 2002. 200 с. (Автор 2 разделов коллективной монографии).
- О влиянии производящего хозяйства на здоровье ранних скотоводов и земледельцев // Opus. Междисциплинарные исследования в археологии. Вып. 1-2. М.: ИА РАН, 2002. С. 46-58.